# Serpula cavernicola
Serpula cavernicola är en ringmaskart som beskrevs av Fassari och Mollica 1991. Serpula cavernicola ingår i släktet Serpula och familjen Serpulidae. Inga underarter finns listade i Catalogue of Life.